# 亨利班提育
亨利班提育（Henry Van Thio或是Henry Van Hti Yu，1958年8月9日—），曾任缅甸第二副总统，前全国民主联盟成员。亨利班提育为钦族人，他曾在缅甸军队中服役，晉升至少校军衔。
2015年缅甸议会选举中，他当选缅甸民族院钦邦议员。2016年3月10日，全民盟推举其为民族院总统候选人，3月11日民族院开会表决，最终班提育获得了167票中的148票，从而战胜了联邦巩固与发展党提名的候选人、民族院原议长钦昂敏，成为了民族院的正式候选人；3月15日，他在缅甸联邦议会投票中获得652票中的79票，当选第二副总统。
2023年7月31日，他被確認留任於2021年政變之後由敏瑞為首的親軍方政府，因而被在體制外抗爭的全民盟除名。2024年4月22日，他以健康為由辭去副總統職務。